# Ionel Augustin
Ionel Augustin (11 de outubro de 1955) é um ex-futebolista romeno que competiu no Campeonato Europeu de Futebol de 1984.